# Cuevana
Cuevana är en argentinsk webbsida som erbjuder piratkopierad film och TV-serier genom länkar till externa webbplatser där filmerna finns att ladda ned. Genom webbplatsens programvara tillåts användaren att se filmen genom så kallad streaming on demand kostnadsfritt. Webbplatsen har snabbt kommit att bli en av Argentinas och Latinamerikas mest besökta med mer än en halv miljon dagliga besökare. 2011 var det en av de 20 mest välbesökta webbplatserna i Argentina.
På grund av att Cuevana erbjuder upphovsrättsskyddat material har webbplatsens popularitet skapat en debatt om gränserna för upphovsrättsbrott och brister i den argentinska lagstiftningen rörande denna typ av brott.